# Sierra Leone i olympiska sommarspelen 1992
Sierra Leone deltog i de olympiska sommarspelen 1992, men ingen av landets deltagare erövrade någon medalj.

## Friidrott
Herrarnas 800 meter
- Prince Amara
  - Heat — 1:51,76 (→ gick inte vidare)

Herrarnas 110 meter häck
- Benjamin Grant
  - Heat — 14,27 (→ gick inte vidare)

Herrarnas längdhopp
- Thomas Ganda
  - Kval — 7,67 m (→ gick inte vidare)

Damernas längdhopp
- Eunice Barber
  - Heat — 5,55 m (→ gick inte vidare)